# داستان یونوسوکه
داستان یونوسوکه (به ژاپنی: 横道世之介 Yokomichi Yonosuke) فیلمی است که در سال ۲۰۱۳ اکران شد. از بازیگران آن می‌توان به کنگو کورا، یوریکو یوشی‌تاکه، آیومی ایتو، و گو آیانو اشاره کرد.